# Bichon à poil frisé
Il Bichon à poil frisé (chiamato anche Bichon Tenerife) è una razza canina riconosciuta dalla FCI (Standard N. 215, Gruppo 9, Sezione 1).

## Origini
Il Bichon à poil frisé è un cane di origine europea ma il paese dal quale proviene è questione ancor oggi dibattuta. Discendente del Barbone, da cui deriva il termine "Barbichon", poi abbreviato in "Bichon", pare faccia parte della famiglia del Bolognese e del Maltese.
Del Bichon fanno parte quattro categorie: il Bichon Maltese, il Bichon Bolognese, il Bichon Havanese e il Coton de Tulear. Si ipotizza che questa razza sia di origine francese, anche se molti reputano che il paese di provenienza sia la Spagna.
Gli esperti ritengono si tratti comunque di una razza mediterranea. L'origine è databile tra il 600 a.C. e il 300 a.C. Grande viaggiatore, era spesso utilizzato dai marinai come merce di baratto.
Conobbe una grande notorietà in Spagna e probabilmente furono gli spagnoli ad introdurlo nelle Isole Canarie.

## Diffusione in Europa
Nel 1300 furono i marinai italiani nel corso dei loro viaggi a riscoprire questo cane dalla piccola taglia, e il Bichon Frisé fece ritorno nel continente, diffondendosi negli ambienti della nobiltà italiana.
Fu uno dei cani da compagnia più apprezzati dalla corte francese e da quella spagnola. In particolare riscosse un notevole successo in Francia nel periodo di Francesco I (1494-1547) ma la sua popolarità raggiunse l'apice nel regno di Enrico III di Francia (1551-1589).
Apprezzatissimo dalla nobiltà spagnola, era l'animale da compagnia preferito della famiglia reale.
Molti pittori spagnoli hanno dedicato le loro opere a questa razza canina, tra cui lo stesso Francisco Goya.
Adorato dalle principali corti europee, il Bichon Frisé riuscì a diffondersi velocemente, divenendo durante il Rinascimento una delle razze più rinomate. Perse la sua popolarità all'inizio dell'Ottocento, diventando in breve tempo un cane da strada molto diffuso anche nel circo. Con la fine della prima guerra mondiale il Bichon Frisé poté ritornare nel mondo del lusso, e sarà la Francia, nel 1933, a riconoscerlo come razza.

## Caratteristiche
Questa razza canina ha un particolare pelo riccioluto, a frisé (da questo deriva il nome "Bichon Frisé"), bianco e solitamente piuttosto lungo. Cane di piccola taglia (al garrese circa 20 cm) è dotato di una silhouette agile e per nulla fragile, il peso va dai 4 ai 7 kg per i maschi e dai 3 ai 6 per le femmine.

## Carattere
Il Bichon Frisé è un cane da compagnia, particolarmente adatto a stare con i bambini, con un carattere gioioso e affettuoso. Ama giocare e socializza facilmente con gli estranei e non abbaia in maniera eccessiva.
Non è un cane da guardia, ma con il suo temperamento vigile è in grado di avvertire tempestivamente in caso di pericolo. Un po' testardo, ma quando viene educato si dimostra comunque disponibile e si adatta facilmente a diversi contesti. Necessita di un'educazione ferma, ma gentile, perché altrimenti rischia di diventare troppo sottomesso e pieno di paure.
Adora stare all'aperto, ma è ideale per la vita in appartamento. Intelligente e furbo, è un cane da compagnia perfetto e amorevole. Lo caratterizza una grande capacità di apprendimento dei comandi.
È necessario curare l'igiene dentale per evitare l'alito pesante.